# Squamish (langue)
Pour les articles homonymes, voir Squamish.
Le squamish (Sḵwx̱wú7mesh sníchim en squamish) est la langue originellement parlée par les populations amérindiennes squamish qui vivent au sud-ouest de la province de Colombie-Britannique au Canada.
Le squamish fait partie des 23 langues salish. Il est proche des langues sechelt, halkomelem et nooksack.
On estime qu'il reste actuellement moins de vingt personnes dont le squamish est la langue maternelle et aucun d'eux n'a moins de 65 ans.
Des anthropologues et des linguistes ont travaillé sur cette langue depuis les années 1880. Le premier d'entre eux à recueillir des mots de squamish fut Franz Boas.
Le squamish était à l'origine une langue uniquement orale, il n'existait pas de système d'écriture qui lui soit associée. Il y a plusieurs dizaines d'années, un chef indien a établi un système d'écriture afin de pouvoir transcrire cette langue.

## Écriture
Un alphabet utilisable à la machine à écrire a été développé par le linguiste Randy Bouchard avec Louie Miranda, locuteur squamish.
| a | e | i | u | aw | ay | ew | ey | iw | iy | uw | uy |

| p | t | ch | ts | k | kw | sh | s | h | m | n | l | y | w | ḵ | ḵw | m̓ | n̓ | l̓ | 7 | lh | xw | x̱ | x̱w | ch’ | k’ | kw’ | p’ | ḵ’ | ḵw’ | t’ | ts’ | tl’ |